# Peter Nworie Chukwu

Bischofswappen von Peter Nworie Chukwu

Peter Nworie Chukwu (* 5. November 1965 in Ededeagu Umuezekohohu, Nigeria) ist ein nigerianischer Geistlicher und römisch-katholischer Bischof von Abakaliki.

## Leben
Peter Nworie Chukwu studierte von 1985 bis 1989 am Priesterseminar Seat of Wisdom in Owerri Philosophie und anschließend von 1990 bis 1993 Theologie am Bigard Memorial Major Seminary in Enugu. Am 3. Juli 1993 empfing er das Sakrament der Priesterweihe für das Bistum Abakaliki.
Nach verschiedenen Tätigkeiten in der Pfarrseelsorge und als Vizerektor des Knabenseminars des Bistums Abakaliki ging er im Jahr 2000 zu weiteren Studien in die Vereinigten Staaten. Er studierte zunächst an der Franciscan University of Steubenville und von 2002 bis 2007 an der Marquette University in Milwaukee, an der er in Philosophie promoviert wurde. Von 2000 bis 2010 war er außerdem als Pfarrer im Bistum Grand Rapids und als Gastdozent am Aquinas College in Grand Rapids tätig. Nach seiner Rückkehr in die Heimat war er bis 2017 Präsident des Diözesanverbands der Nigerianischen Priestervereinigung. Seit 2010 war er zudem Pfarrer in Nduruku-Amagu und seit 2011 Professor an der Ebonyi State University in Abakaliki.
Papst Franziskus ernannte ihn am 6. Juli 2021 zum Bischof von Abakaliki. Der Apostolische Nuntius in Nigeria, Erzbischof Antonio Filipazzi, spendete ihm am 19. August desselben Jahres in der Kathedrale von Abakaliki die Bischofsweihe. Mitkonsekratoren waren der Erzbischof von Onitsha, Valerian Okeke, und der Erzbischof von Benin City, Augustine Obiora Akubeze.